# Поподне (филм)
Поподне је југословенски кратки филм из 1964. године. Режирали су га Милан Кечић и Раденко Мишевић који су написали и сценарио.

## Улоге
| Глумац                 | Улога |
| ---------------------- | ----- |
| Никола Коле Ангеловски |       |
| Снежана Барић          |       |
| Рејхан Демирџић        |       |
| Владан Фетковски       |       |
| Царка Јовановић        |       |
| Божидар Влајић         |       |
| Дуња Вујисић           |       |